# Anton Heida
Anton Heida (n. 1878, Praga, Austro-Ungaria – d. secolul al XX-lea) a fost un gimnast artistic american, medaliat olimpic. A participat la o ediție a Jocurilor Olimpice (1904) în care a câștigat 5 medalii de aur și o medalie de argint.